# Joseph Kraus (Politiker, 1877)
Joseph Kraus (* 10. November 1877 in Frankenthal (Pfalz); † 24. November 1939 in Bad Kösen) war ein deutscher Politiker.

## Leben
Als Sohn eines Industriellen geboren, studierte Kraus nach dem Besuch der Realschule Maschinenbau an den Technischen Hochschulen Darmstadt und München. Während seines Studiums wurde er 1895 Mitglied der Darmstädter Burschenschaft Germania. Nach seinem Studium arbeitete er ab 1908 in Memel, zunächst in der Sperrholz-Fabrik Luisenhof seines Vaters, dann ab 1910 in seiner eigenen auf Schmelz. Im Ersten Weltkrieg mussten die beiden Fabriken geschlossen werden. Sie wurden später an ein holländisches Konsortium verkauft. Kraus wurde Mitglied des Aufsichtsrates und Generalbevollmächtigter in Memel. Nach der Gründung der Industrie- und Handelskammer Memel wurde er deren erster Vizepräsident und war von 1920 bis 1926 deren erster Präsident. Von der französischen Besatzungsmacht in Memel wurde er von 1920 bis 1923 als geschäftsführender Vizepräsident des Staatsrates anerkannt. 1924 wurde er königlich-niederländischer Konsul. 1925 war er an der Gründung der Memelländischen Volkspartei (MVP) beteiligt und einer ihrer führenden Funktionäre. Er wurde in den Memelländischen Landtag gewählt und war von 1925 bis 1926 Landtagspräsident. Er musste wegen gravierender Änderungen seiner Firma im Oktober 1933 Memel verlassen. 1933 gründete er eine Sperrplattenfabrik in Bad Kösen. Am 22. November 1939 verunglückte er bei einem Autounfall in der Nähe von Apolda und starb zwei Tage später.